# Dina (Paquistão)
Dina ou Dina City é uma cidade do Paquistão localizada na província de Punjab.